# SAIDI
Індекс середньої тривалості переривання в роботі системи (System Average Interruption Duration Index, SAIDI) — середня тривалість відключення для кожного клієнта. Зазвичай використовується як показник надійності електропостачання клієнтів. Чим нижчий показник, тим вищий рівень надійності.
SAIDI розраховується як відношення сумарної тривалості відключень за звітний період до загальної кількості клієнтів:
{\displaystyle {\mbox{SAIDI}}={\frac {\sum {U_{i}N_{i}}}{N_{T}}}}
де {\displaystyle N_{i}} — кількість клієнтів, {\displaystyle U_{i}} — річний час відключення місцезнаходження, {\displaystyle i} та {\displaystyle N_{T}} — загальна кількість обслуговування клієнтів.
Інакше кажучи,
{\displaystyle {\mbox{SAIDI}}={\frac {\mbox{сума всіх тривалостей переривання роботи споживача}}{\mbox{загальна кількість клієнтів, що обслуговуються}}}}
SAIDI вимірюється в одиницях часу, частіше за все у хвилинах або годинах. Зазвичай його вимірюють протягом року. Згідно зі стандартом IEEE 1366-1998 середнє значення для північноамериканських комунальних підприємств становить приблизно 1,50 години.
За висновками експертів, станом на 2020 рік, до введення у дію RAB-тарифів для обленерго, SAIDI для України становить 700 хвилин на рік.